# Eiter
De Eiter is een kleine rivier die bij het dorpje Eißel (Samtgemeinde Thedinghausen) in de Wezer uitmondt. De totale lengte is 19 kilometer, waarbij de rivier een totaal hoogteverschil van slechts 8 meter overbrugt. De bron bij Bruchhausen-Vilsen is een afwatering van de landbouwgrond, die 4,3 kilometer noordelijker als Obere Eiter in het Hauptkanal uitmondt. Vervolgens vervolgt de rivier 1100 meter verderop weer zijn eigen weg, vanwaar de naam daadwerkelijk Eiter is.
Aan de Eiter, in de plaats Thedinghausen, ligt het kasteel Erbhof met aanpalend arboretum.

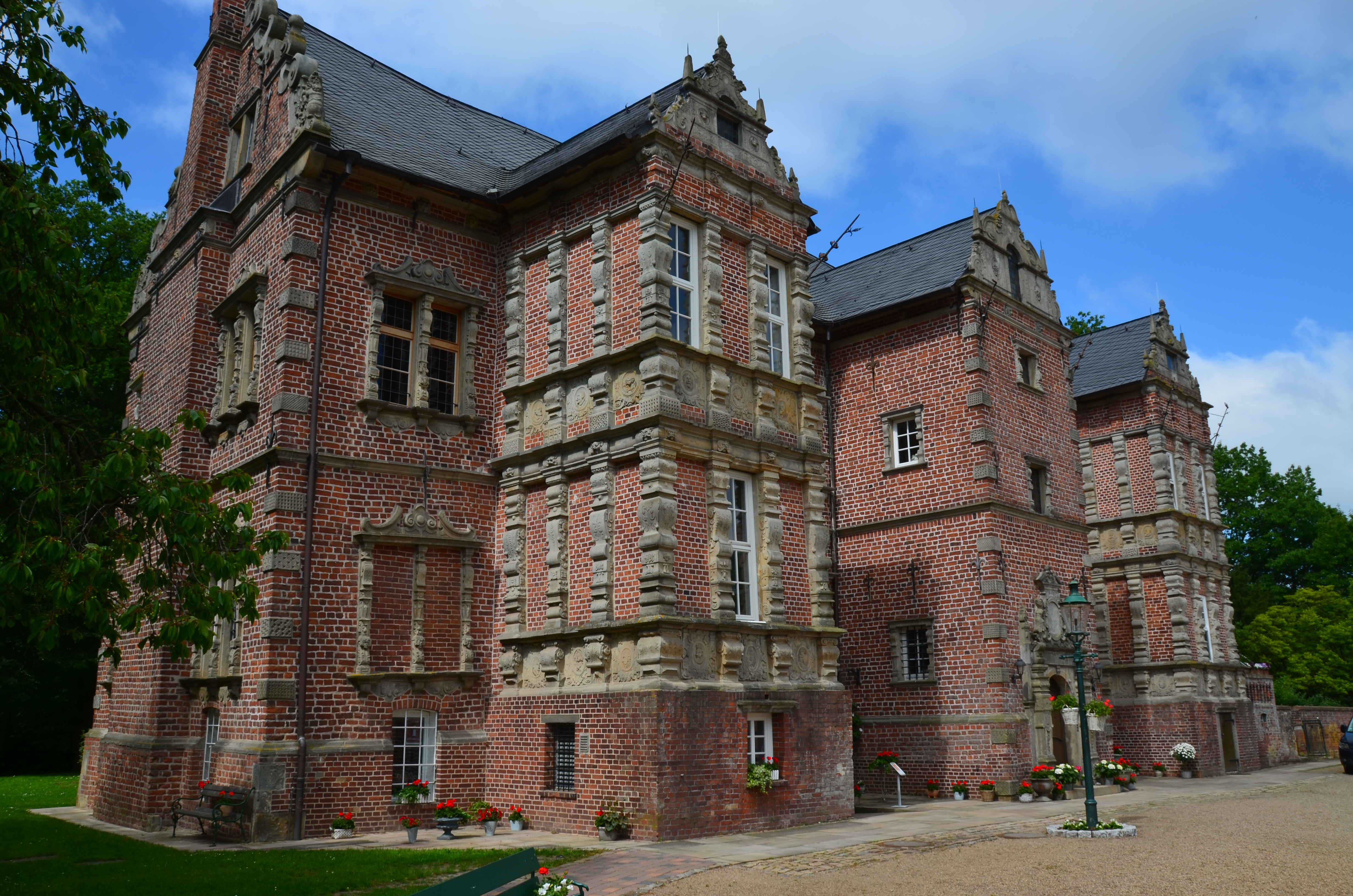
Kasteel Erbhof Thedinghausen

De naam van de rivier was tot ver in de 20e eeuw Eyter. Sommigen gebruiken deze spelling tot op de huidige dag, om een onderscheid te maken met etter. Eiter is hiervoor het woord in de Duitse taal.